# キャノンボール (映画)
『キャノンボール』（英題：The Cannonball Run、中題：炮彈飛車）は、1981年に公開された米20世紀フォックスと香港ゴールデン・ハーベストの合作によるカーアクション映画。

## 概要
北アメリカ大陸を市販車でどれだけ速く横断できるかを競う非公認レース（英: Cannonball Baker Sea-to-Shining-Sea Memorial Trophy Dash）をモチーフにしている。この映画を製作するために監督のハル・ニーダム、および本作の脚本を書いた自動車ジャーナリストのブロック・イェーツ自らこの大陸横断レースに参戦した。
オールスターキャストで制作され、あらゆるシーンでスターたちの見せ場がある。アメリカ東海岸のコネチカット州ダリーンから西海岸のカリフォルニア州ロサンゼルス郊外にあるレドンドビーチまでの数多くの場所で待ち構える警察の取り締まりをどうやって突破するか、各エントラント（参加者）の作戦も見どころである。

## キャストと車

### 救急車コンビ
マシン：ダッジ・トレードマン改
J.J.マクルーア：バート・レイノルズ
普段は陸・海・空の運送を請け負いつつ、モータースポーツに傾注する男性。現在はキャノンボールにとりつかれ執着していて、理性が働かなくなっている。運転はビクターに任せていることが多いが、本人もそれなりのドライビングテクニックの持ち主である。ただし自動車・船舶・航空機いずれも飲酒運転の常習犯。セスナ機で飛行中にビールが切れたからといって街中の道路に着陸したりする。父親の死をきっかけに刹那的に生きるようになったと独白するシーンがある。
モーターボートで暴走のうえ、脇見操縦をして事故を起こし、救急車で搬送されたことで、自らのチームを救急隊に仕立てることを思いつく。なお、このシナリオは1979年にニーダム＆イェーツがキャノンボールに参戦したときに実施したものだった。
ビクター・プリンズム：ドム・デルイーズ
J.J.の相棒。メカニック兼ドライバー。ドライビングテクニックはそれなりに高いが、デブ（彼の実姉は彼を上回るデブであり、もはや救急車に入り切らないレベルらしい）。劇中の発言も大食漢であることをイメージさせるシーンがある。お人よしの性格で、牧師コンビにだまされてタイヤの空気を抜かれたりする。
劇中に登場する「キャプテン・ケイオス（カオス）」の正体。彼が朱色のマスクとマントを装備したマーベル・ヒーロー風のキャラクターだが、周囲には正体はバレバレである。だが本人曰くあくまで別人との事で、周囲には変身中と記憶と人格が連続していないように見える。J.J.も「彼」と呼び、ビクターとは別人として扱っている（ただし、J.J.は「彼」について話題にすることを非常に嫌う）。ビクターの独白によると幼少時虐められっ子だったビクターが数人の悪ガキに取り囲まれていたとき、颯爽と現れて助けてくれたのがキャプテン・ケイオスだったと言う。実際にケイオスに変身すると超人的な身体能力を発揮し、ドライビング・テクニックも飛躍的に向上する。
ニコラス・ヴァン・ヘルシング（ドクター）：ジャック・イーラム
レース出走直前にビクターがスカウトした医師、教授。人間離れした容姿と言動の持ち主。一方で金にがめつく、キャノンボールへの同行の報酬として7000ドル（当時のレートで約91万円）を要求した（日本語吹き替え版では2000ドルになっている）。が、結局J.J.の提案した1/10の値段で引き受ける。自分が注射“される”のが苦手。
専門は肛門科だが内科全般をこなせる。救急車がニュージャージー州で警察に止められたときは呼吸器科の知識で警官を煙に巻いた。また「2」では消化器科医としてシークに雇われる。
パメラ・グローバー：ファラ・フォーセット
『私、木が好き』が口癖の自然を愛する写真家。当初フォイト（下記参照）と行動を共にしていたが、出発前のバーでJ.J.といい雰囲気になる。救急車には患者が必要だというJ.J.の提案により、半ば拉致同然でJ.J.達に同道することになるが、J.J.やビクターと意気投合する。

### 神父コンビ
マシン：フェラーリ・308GTS
モーリス・フェンダーバーム：サミー・デイヴィスJr.
J.J.の対抗。金に汚い守銭奴。キャノンボールの賞金と、トトカルチョで自分達に賭けた掛け金を手にする事を目的としており、参戦中も公衆電話でラスベガスのブックメーカーにライバルチームのオッズを聞き出したりする。レースではカトリックのニセ神父になる。この為最大の敵と見る救急車チームに妨害を仕掛ける（神父に化けたことを利用して救急車を停めさせてタイヤの空気を抜く）が、その逆襲で露出狂のニセ神父に仕立て上げられ警察に捕まりかかる。
ジェイミー・ブレイク：ディーン・マーティン
フェンダーバームの相棒。元F1ドライバー。好色でナンパを試みるがカトリック系の神父に化けた為ことごとく失敗する（この為、「2」では「もう神父は嫌だ！」と言い出す）。キャプテン・ケイオスの正体と実力を知っていて警戒しており、フェンダーバームにもその事を伝える。

### 007
マシン：アストンマーティン・DB5
シーモア・ゴールドファーブJr：ロジャー・ムーア
財閥家の御曹司で俳優。劇中でも芸名をロジャー・ムーアと名乗り、レースではボンドカーの特殊装備を活用するシーンが見られる。が、なぜか何をやってもお笑い的なオチがつく（煙幕を使ったが煙幕が車内に侵入してきてしまう、等）。シーンが変わるたびにつれている女性が変わるが、最後の女性にはジョージ・ハミルトン（日本のTV放送時の日本語吹替えではショーン・コネリー）と間違えられた。
劇中に登場する参加者の中では唯一の右ハンドル車。

### 日本人コンビ
マシン：スバル・1600スウィングバック4WD
ジャッキー・チェン
赤外線ゴーグルやロケットエンジン、カーナビゲーションなどを搭載したハイテクマシンでエントリー。ジャッキーは自動車レーサーでメインドライバー。喧嘩っ早い。日本人という設定になっている。
マイケル・ホイ
システムエンジニアのコ・ドライバー。好色で、初登場シーンでは共にテレビ出演した美女にいい格好を見せようとして、ロケットエンジンを誤作動させてスタジオを破壊してしまう。ジャッキーとは異なり、アクションシーンでも基本的に逃げ回っている。
役名がミスター・ブーとなっているのは日本のみで、原版ではジャッキー同様、俳優名が役名になっておりマイケル・ホイである。
当時四輪駆動車は欧米ではクロスカントリーカー以外それほど普及しておらず、この車の様な乗用4WDは極めて珍しく、日本の先進技術の象徴の一つだった。この為初登場シーンではジャッキーが「この車は4輪駆動で……」と解説しているのだが、日本語吹き替え版ではこの発言は修正されている。また同様にジャッキーとMr.BOO達も「東洋人」と言い換えられている。
ナンバープレートは日本形式だったが実際には存在しない「東」ナンバーだった（実際には東京ナンバーは1962年まで存在していたが、「東」または「東京」の文字は付かなかった）。

### ファラフェル王家
マシン：ロールス・ロイス・シルバーシャドウ
シーク・アブダルベン・ファラフェル：ジェイミー・ファー
「世界最速の王家」の名誉をかけて参戦。最高出力非公表のロールス・ロイスを220km/hで走らせる。ケバブが好物。なお「ファラフェル」は中東の料理の名前。

### 美女コンビ
マシン：ランボルギーニ・カウンタック
ジル・リバーズ：タラ・バックマン

マーシー・サッチャー：エイドリアン・バーボー
スパンデックスのレーシングスーツをまとったセクシー美女コンビ。男性警官に「お色気作戦」でスピード違反や交通違反を無罪放免にしてもらう作戦。だが……。
オープニングではネバダ州南部でパトカーとのカーチェイスが繰り広げられる。以降、オープニングではカウンタックのカーチェイスシーンが定番となった。

### NASCARストックカーレプリカ
マシン：シボレー・マリブ
メル・ティリス

テリー・ブラッドショー
1979年にNASCARで活躍したドニー・アリソン（en:Donnie Allison）のマシンを模して日焼けローション「ハワイアントロピック」(en:Hawaiian Tropic)のロゴが車体に大書されていたが、警察の追跡から逃れようとしてホテルのプールに水没させてしまい、レースでは銀一色に改めて出走した。しかしこの時の修理の時に起こした騒動が原因でフォイトがキャノンボールに対し憎悪を抱くきっかけを作ってしまう。

### 偽装新婚・ライダーコンビ
マシン：ハーレーダビッドソン
ブラッドフォード・コンプトン：バート・コンヴィー
ニューヨーク・ウォール街にオフィスを構える会社の社長。“自由ーにーなーりーたいーっ！”と歌いながら飛行機からバイクでスカイダイビングするのは彼。レース中は新婚カップルの新郎役を務める。
シェーキー・フィンチ：ウォーレン・ベーリンガー
かつてはモトクロス選手で現在は飲食店経営。レースではシェーキーが新婦役に変装して後ろに乗るが、シェーキーが肥満のためウィリー走行が長距離で続く。これがパフォーマンスとなってしまいイージーライダーに目をつけられてしまう。

### GMCピックアップトラック
マッドドッグ：リック・アヴィルス
ホテルの駐車場に車を止めるつもりがブレーキの故障で建物に突っ込み、レースではスタート直後近道しようと森の中へ突っ込む。ウォーターゲート事件に関して弁解するリチャード・ニクソン大統領のモノマネもある。
バットマン：アルフィー・ワイズ
マッドドッグの相棒。ブレーキ故障を装って警察の制止をやり過ごしていたが、本当にブレーキが故障してしまい踏切で貨物列車を飛び越えて横断する羽目になる。

### 安全推進委員会
アーサー・フォイト：ジョージ・ファース
制限速度を超過して走るキャノンボールを阻止し、参加者を交通違反で処罰しようと躍起になる。役名はインディカーで活躍したレーシングドライバー、A.J.フォイトに因む。

### その他
デスククラーク：ジョン・フィードラー
キャノンボールのスタート地点となるホテルの従業員。バットマン＆マッドドッグ組のトラックが建物に突っ込んできたことに慌てる。
テレビ番組のトークゲスト：ジョニー・ユン
マシンを紹介するためジャッキーにインタビューする。
イージーライダー：ピーター・フォンダ（カメオ出演）
アクシデントで足止めされているキャノンボーラー達に絡む。
オーガナイザー：ブロック・イェーツ
キャノンボールの主催者。ホテルでの開会式に登場。
救急隊員：ハル・ニーダム
モーターボートで事故を起こしたJ.J.とビクターを乗せた救急車に添乗。
グリーク：ジミー・スナイダー（カメオ出演）
キャノンボールのブックメーカー。
女性警官：ヴァレリー・ペリン（クレジット無し）
美女コンビのランボルギーニを止めて取り調べる。

## 日本語吹き替え
| 俳優                   | フジテレビ版 （追加収録部分）                                                 | テレビ朝日版                                                                         | 機内上映版     |
| ---------------------- | ----------------------------------------------------------------------------- | ------------------------------------------------------------------------------------ | -------------- |
| バート・レイノルズ     | 小林勝彦 （池田勝）                                                           | 田中信夫                                                                             | 中田浩二       |
| ジャッキー・チェン     | 石丸博也                                                                      | 石丸博也                                                                             | 水島裕         |
| ロジャー・ムーア       | 広川太一郎                                                                    | 広川太一郎                                                                           | 谷口節         |
| マイケル・ホイ         | 広川太一郎                                                                    | 広川太一郎                                                                           |                |
| ドム・デルイーズ       | 富田耕生 （樋浦勉）                                                           | 富田耕生                                                                             | 西尾徳         |
| サミー・デイヴィスJr.  | 内海賢二                                                                      | 内海賢二                                                                             | 中尾隆聖       |
| ディーン・マーティン   | 羽佐間道夫                                                                    | 羽佐間道夫                                                                           | 羽佐間道夫     |
| ファラ・フォーセット   | 志穂美悦子                                                                    | 小原乃梨子                                                                           |                |
| ジェイミー・ファー     | 田中康郎                                                                      | 青野武                                                                               |                |
| バート・コンヴィー     | 有本欽隆                                                                      | 納谷六朗                                                                             |                |
| ウォレン・ベーリンガー | 亀井三郎                                                                      | 加藤治                                                                               |                |
| ジョージ・ファース     | 大木民夫                                                                      | 大塚周夫                                                                             |                |
| ジャック・イーラム     | 石田太郎 （銀河万丈）                                                         | 飯塚昭三                                                                             |                |
| タラ・バックマン       | 小原乃梨子                                                                    | 小宮和枝                                                                             |                |
| エイドリアン・バーボー | 武藤礼子                                                                      | 潘恵子                                                                               |                |
| リック・アヴィルス     | 野島昭生                                                                      | 千田光男                                                                             |                |
| アルフィー・ワイズ     | 笹岡繁蔵                                                                      | 池田勝                                                                               |                |
| ピーター・フォンダ     | 津嘉山正種                                                                    | 大塚芳忠                                                                             |                |
| メル・ティリス         | 石森達幸                                                                      | 仲木隆司                                                                             |                |
| テリー・ブラッドショー | 上田敏也                                                                      | 屋良有作                                                                             |                |
| その他                 | 郷里大輔 島木綿子 高村章子 塚田恵美子 目黒裕一 亀井三郎 佐藤由衣 ならはしみき | 市川千恵子 村松康雄 沢田敏子 加藤治 小島敏彦 野本礼三 鈴木れい子 さとうあい 深見梨加 |                |
| 日本語版スタッフ       |                                                                               |                                                                                      |                |
| 演出                   | 春日正伸                                                                      | 高桑慎一郎                                                                           |                |
| 翻訳                   | 宇津木道子                                                                    | 宇津木道子                                                                           |                |
| 調整                   | 遠西勝三                                                                      | 遠西勝三                                                                             |                |
| 効果                   | 南部満治 大橋勝次                                                             | 南部満治 大橋勝次 河合直                                                             |                |
| プロデューサー         | 酒井彰                                                                        | 猪谷敬二                                                                             |                |
| 制作                   | ニュージャパンフィルム                                                        | ニュージャパンフィルム                                                               | グロービジョン |

- フジテレビ版：初回放送1984年4月7日『ゴールデン洋画劇場』※DVD・通常版&エクストリーム・エディションBD収録・Netflixで配信・正味約94分

※2021年12月のWOWOWでの放送時には、カットされた部分を追加録音した「吹替補完版」で放送。追加録音が必要なキャラクターを演じた声優は全員故人となっているため代役が起用されている。ただし、公式サイトでは誤ってテレビ朝日版への追加録音と表記された。
- テレビ朝日版：初回放送1987年8月16日『日曜洋画劇場』※エクストリーム・エディションBD収録・正味約91分

## 評価
日本での配給収入は20億円を突破し、同年公開の『レイダース/失われたアーク《聖櫃》』、『ロッキー3』を上まわる興行収入を記録したほか、日本以外の国々でもヒットしたが、日本人コンビ役のジャッキー・チェン、マイケル・ホイの地元・香港では受けなかった。レイ・スティーヴンスによる主題歌「キャノンボールのテーマ（Cannonball (main theme)）」もヒットした。